# ارین پرپرگلو
ارین پرپرگلو (انگلیسی: Erin Perperoglou؛ زادهٔ ۵ ژوئن ۱۹۷۹) بازیکن بسکتبال اهل ایالات متحده آمریکا است.
وی در مسابقات کشوری و بین‌المللی در مجموع برندهٔ ۱ مدال طلا شده‌است.